# Teatro romano di Tarraco
Il teatro romano di Tarraco è un edificio romano ubicato nell'antica città romana di Tarraco, capitale della provincia Hispania Citerior Tarraconensis, odierna Tarragona (Catalogna, Spagna). È una delle localizzazioni del sito Patrimonio dell'Umanità dell'Unesco denominato Complesso archeologico di Tarraco.

## Storia
Il teatro fu costruito in epoca di Augusto alla fine del I secolo a.C., come risultato della monumentalizzazione della colonia romana ed era uno degli edifici più emblematici di Tarraco.
Venne utilizzato fino alla fine del II secolo, quando venne destinato ad altri usi. Nel III secolo, dopo un incendio, nella zona monumentale annessa al teatro vennero realizzati nuovi edifici usando le pietre del teatro.

## Caratteristiche architettoniche e usi
Il teatro è in una condizione di abbandono senza museizzazione, nonostante sia stato dichiarato patrimonio dell'umanità. Di recente è stato allestito un belvedere in via Sant Magí e sono in corso lavori di riabilitazione dello spazio teatrale e degli edifici circostanti. Per la sua costruzione venne utilizzato il pendio naturale del terreno, come nel caso dell'Anfiteatro della stessa città, per ricavare una parte delle tribune. Per il resto è stato utilizzato un sistema di criptoportici ad anello. 
La scena era il luogo destinato alle rappresentazioni teatrali, e si componeva di una piattaforma elevata su un pódium decorato con un'esedra. Nella parte posteriore della scena c'era una piazza con giardini per l'accesso degli spettatori, e al centro esisteva un grande stagno con statue su piedistalli al suo interno.
Il palcoscenico (proscaenium) era chiuso da una facciata monumentale decorata (frons scaenae).
Gli spettatori erano distribuiti nella cavea per ordine censuario e sociale.

## Conservazione e constatazioni
Attualmente, sono conservate unicamente le cinque prime file della cavea intorno all'orchestra e due delle tre scale radiali che articolavano la stessa. Esiste ancora la base del pulpitum e della scaenae frons, potendosi vedere ancora gli spazi dove andavano collocati i supporti del sipario.
Negli scavi realizzati nel teatro sono stati trovati importanti resti archeologici, come capitelli, fregi, colonne, sculture ecc.